# Pseudolimnophila (Pseudolimnophila) chrysopoda
Pseudolimnophila (Pseudolimnophila) chrysopoda is een tweevleugelige uit de familie steltmuggen (Limoniidae). De soort komt voor in het Afrotropisch gebied.